# سقوط هواپیمای بوئینگ ۷۰۷ ارتش جمهوری اسلامی ایران
۲۴ دی ماه ۱۳۹۷ سانحه هوایی در اطراف فرودگاه فتح کرج رخ داد و یک فروند بوئینگ ۷۰۷ باری ارتش جمهوری اسلامی ایران که از بیشکک قرقیزستان عازم فرودگاه پیام کرج بود، به اشتباه در فرودگاه فتح در نزدیکی مدرسه کاشانی پور به زمین نشست. مسئولان می‌گویند علت وقوع این سانحه این بوده که به دلیل هم راستایی دو فرودگاه فتح و پیام، آن هم در فاصله نزدیک، خلبان به اشتباه افتاده و چون باند فتح کوتاه‌تر از آن چیزی است که بوئینگ ۷۰۷ برای نشستن نیاز دارد، هواپیما از باند خارج شده و به منزلی مسکونی برخورد کرده‌است.
این هواپیما دارای ۱۵ نفر خدمه بوده و در حال حمل گوشت از کشور قرقیزستان به ایران بوده‌است. در این حادثه، به استثنای یک نفر همگی سرنشینان جان خود را از دست دادند. نام یک زن نیز در میان کشته‌شدگان این پرواز دیده می‌شود. هدایت این پرواز برعهده سرتیپ خلبان غفور قجاوند بود.
خلبان غفور قجاوند پیشتر سابقه سانحه پروازی را در پرواز شماره ۱۷۱ هواپیمایی ساها در ۳۱ فروردین ۱۳۸۴ که از فرودگاه بین‌المللی کیش به مقصد فرودگاه بین‌المللی مهرآباد در تهران پرواز میکرد در هنگام فرود دچار حادثه شد و در رودخانه کن سقوط کرد
و۳ نفر کشته تعدادی زخمی شدند.

## پیشینه هواپیما

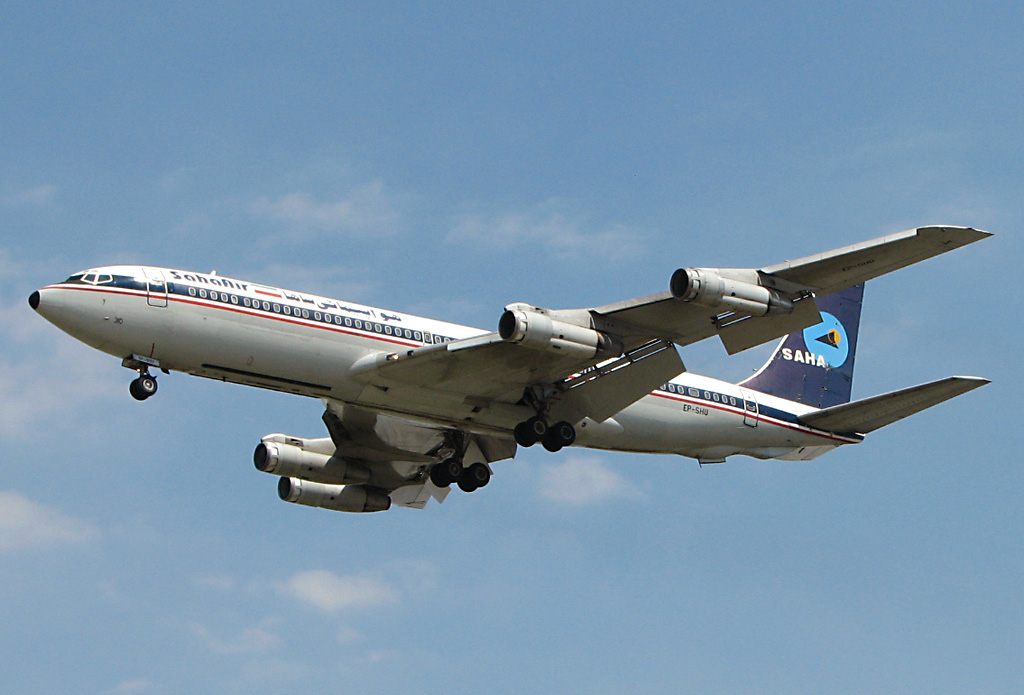
تصویر این هواپیما

این هواپیما پیش از انتقال به ارتش جمهوری اسلامی ایران، برای هواپیمایی ساها پرواز مسافری انجام می‌داد که پس از مشکلی که در اهواز پیدا کرد برای ۵ سال زمین‌گیر بود و پس از آن در سال ۱۳۹۳ به خدمت نیروی هوایی درآمد. این هواپیما سال ۱۹۷۶ به ناوگان نیروی هوایی شاهنشاهی ایران پیوسته بود و در لحظهٔ سقوط ۴۲ سال از سن آن می‌گذشت. شرکت صنایع هواپیمایی ایران (صها) کار تعمیر اساسی آن را در سال ۲۰۱۴ آغاز و در سال ۲۰۱۶ به پایان رساند و پس از آن این هواپیما با شماره ثبت کشوری EP-CPP تحویل نیروی هوایی ارتش شد تا اقدام به حمل پرسنل و بار بین پایگاه‌های ارتش کند. این هواپیما در لیست AOC هواپیمایی ساها نیست.

## سقوط
این هواپیما در صبح روز ۲۴ دی ماه ۱۳۹۷ در حالی‌که به سمت فرودگاه پیام کرج در حال پرواز بود، به اشتباه در فرودگاه فتح (متعلق به سپاه) که تنها چند کیلومتر با فرودگاه پیام فاصله دارد، به زمین نشست که به دلیل کوتاهی طول باند فرودگاه فتح خلبان قادر به کنترل و توقف وسیله پروازی نشد و پس از خروج از باند و برخورد با دیوار انتهای باند و سپس با یک واحد مسکونی در شهرک زیبادشت فردیس متوقف شد و پس از چند دقیقه منفجر گردید.

### روایت بازمانده
تنها بازماندهٔ این سانحه سرهنگ فرشاد مهدوی قلعه مهندس پرواز هواپیما بود. فرد نجات‌دهنده، مهرداد راضی، موفق شده بود خود را از سوراخی در دماغه به داخل هواپیما برساند و یک نفر را خارج کند اما به گفتهٔ وی پس از وقوع انفجار دیگر امکان بازگشت وجود نداشته‌است. مهدوی در مورد شرایط سقوط گفت «موقع فرود همه چیز عادی بود و نرمال نشستیم، طبق دستورالعمل‌های نرمال فرودگاه را دیدم و نشستیم. یک لحظه دیدیم آخر باند است و سرعت زیاد بود و یک لحظه قبل از برخود دیگر هیچ چیزی یادم نیست.»

## اسامی کامل جانباختگان
اسامی جانباختگان به شرح زیر است:
1. غفور قجاوند (خلبان پرواز)
2. محمدباقر ندری (خلبان پرواز)
3. جواد سلیمانی (خلبان پرواز)
4. محمد عبدلی (خلبان پرواز)
5. عزیزالله علیزاده
6. سعید قاسمی
7. فریدون شیخی (پدر فرنوش شیخی و پدر همسر کاوه رضایی)[۱۴]
8. شاکر آجرلو (خلبان پرواز)
9. مریم زارعی نژاد
10. علی افروغ
11. محمد رضا طاهری
12. مصطفی محمودی
13. جواد مرادی
14. حمید رضا لطفیان
15. داود ذوالفقاری